# Abram Ranovich
Abram Borissovitch Ranovich (Rabinovich, russe : Абрам Борисович Ранович, 15 décembre 1885 – 29 mai 1948) est un historien soviétique spécialiste de l'Antiquité classique et des religions. Ranovich est l'auteur de plusieurs publications sur l'histoire du judaïsme et le christianisme primitif. Il a reçu l'ordre de l'Insigne d'honneur.

## Biographie
Né à Jytomyr, Ranovich obtient son doctorat en 1937. À la suite de cela, de 1937 à 1941, il est professeur de l'Université d'État de Moscou. 
Il publie Sources pour l'Étude des Racines Sociales du Christianisme et des Sources Primaires de l'Histoire des débuts de la Chrétienté, en 1933, ainsi que L'Ancienne Critique du Christianisme: des Fragments de Lucian, Celsus, Porphiry et Autres (1935). Ranovich traduit les Stratagèmes de Frontin en russe. Son dernier ouvrage Sur les débuts du Christianisme (publié à titre posthume en 1959) est l'un des principales études soviétiques sur ce sujet. Selon Ranovich, trois facteurs ont contribué à la réussite du christianisme : la doctrine de l'incarnation de la Divinité dans l'homme, la richesse sociale de l'eschatologie Chrétienne et le caractère international de sa prédication.
Ranovich soutient simultanément que la thèse mythiste du Christianisme est compatible avec le matérialisme Marxiste–Léniniste. Il écrit en particulier que « Il peut être considéré comme scientifiquement bien établi que Jésus-Christ est une créature mythique. Il n'est pas le fondateur d'une religion dont les disciples ignorants et crédules l'élevèrent au rang de Dieu et lui confèrent des traits surhumains, comme des théologiens libéraux veulent le représenter. Au contraire, Jésus est un dieu, qui plus tard a été doté de traits humains, terrestres ». Ranovich est mort à Moscou à l'âge de 62 ans.